# Lepidosperma inops
Lepidosperma inops là loài thực vật có hoa trong họ Cói. Loài này được F.Muell. ex Rodway mô tả khoa học đầu tiên năm 1894.